# Pitta megarhyncha
La pita de manglar o pita de los mangles (Pitta megarhyncha) es una especie de ave paseriforme de la familia Pittidae nativa de Asia. Es parte de una superespecie junto a la pita india, la pita ninfa y la pita aliazul, pero no tiene subespecies reconocidas. Es un pájaro colorido, tiene la cabeza negra con la corona de color marrón, la garganta blanca, las partes superiores de color verdoso, las inferiores de color de ante y el área de la cloaca rojiza. Su área de distribución se extiende desde la India hasta Malasia e Indonesia. Vive en bosques de mangle y palmeras de nipa donde se alimenta de crustáceos, moluscos e insectos. Su llamada, a veces presentada como wieuw-wieuw, cantada desde una percha alta en un árbol de mangle.

## Taxonomía

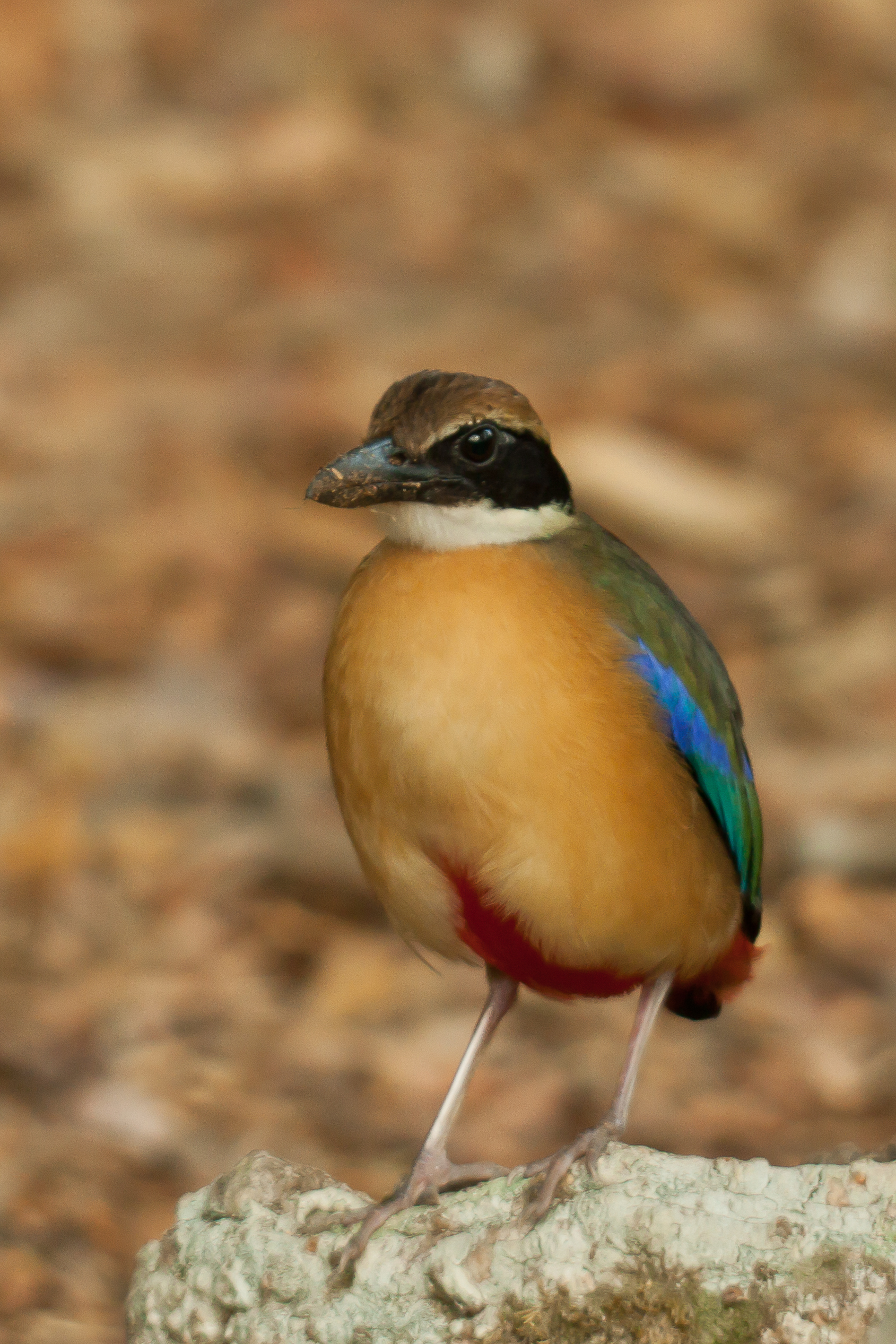
Pita de manglar en el jardín botánico de Singapur

La de pita de manglar fue descrita por primera vez por el ornitólogo alemán Hermann Schlegel en 1863. El nombre de la especie deriva de las palabras griegas mega- "grande", y rhynchos "pico". Forma un superespecie con la pita india (P. brachyura), pita ninfa (P. nympha) y la pita aliazul (P. moluccensis). No existen subespecies reconocidas.

## Descripción
Mide entre 18 y 21 cm de longitud, tiene la cabeza negra con la corona de color beige, la barbilla blanca y partes inferiores de color de ante. Las partes superiores son de color verdoso y la cloaca rojiza. Los ejemplares jóvenes tienen patrones similares en el plumaje, pero son más apagados. Se asemeja a la pita aliazul, pero se distingue por su pico mucho más pesado. Su llamada, transcrita como wieuw-wieuw ha sido señalada "más arrastrada" que la pita aliazul.

## Distribución geográfica yhábitat
Se distribuye a través de Bangladés, sudeste de la India, Indonesia (Sumatra, oeste de Borneo, archipiélago de Riau y Bangka), Malasia, Birmania, Singapur y Tailandia (principalmente en la costa oeste de la península del sur de Tailandia). Su hábitat natural es restringido a los manglares tropicales y áreas de palmeras de nipa. Está amenazada por la pérdida de hábitat. Su dieta se compone de crustáceos, moluscos e insectos terrestres.

## Comportamiento
Aunque todas las pitas se caracterizan por ser difíciles estudiar y detectar en la naturaleza, la pita de manglar es una de los más fáciles de detectar, por sus llamadas y porque se encuentra en lo alto de los árboles de mangle. Una grabación de su llamada a menudo la hace salir. Tienden a ser vocales cuando empollan, pero son tranquilas en otras ocasiones.